# 珍珠球
珍珠球，是满族人的传统体育运动，是由采珍珠的劳动演变而来的。比赛的场地共分为分水区、封锁区和得分区，比赛双方各有6人。比赛时，双方各有3人在水区内负责进攻或防守，进攻者可将球向任何方向传运，直至把珍珠投入自己队的持网人网里即可得分。封锁区内则有对方的2名持球拍队员，拦堵进攻队员向网内投球。每队有1名持抄网队员在得分区活动，接本方队员投来的珍珠球。每接中一球得一分。在规定的比赛时间内，得分多的一方为获胜方。
珍珠球目前是中华人民共和国少数民族传统体育运动会的比赛项目之一。